# Municipio de Young Hickory
El municipio de Young Hickory (en inglés: Young Hickory Township) es un municipio ubicado en el condado de Fulton en el estado estadounidense de Illinois. En el año 2010 tenía una población de 618 habitantes y una densidad poblacional de 9,86 personas por km².

## Geografía
El municipio de Young Hickory se encuentra ubicado en las coordenadas 40°40′11″N 90°15′10″O / 40.66972, -90.25278. Según la Oficina del Censo de los Estados Unidos, el municipio tiene una superficie total de 62.69 km², de la cual 62,69 km² corresponden a tierra firme y (0 %) 0 km² es agua.

## Demografía
Según el censo de 2010, había 618 personas residiendo en el municipio de Young Hickory. La densidad de población era de 9,86 hab./km². De los 618 habitantes, el municipio de Young Hickory estaba compuesto por el 99,19 % blancos y el 0,81 % eran de una mezcla de razas. Del total de la población el 0,49 % eran hispanos o latinos de cualquier raza.